# デルノルト郡 (カリフォルニア州)
デルノルト郡（英: Del Norte County）は、アメリカ合衆国カリフォルニア州最北西隅に位置する郡であり、太平洋とオレゴン州との州境に接している。人口は2万7743人（2020年）。郡庁所在地は郡内で唯一の地方自治体であるクレセントシティである。「デルノルト」は、スペイン語のla tierra del norte（北の土地）が短縮されたものであり、スペイン語では「デルノルテ」となるはずであるが、公式の発音は末尾の'e'が取れて、「デルノルト」となっている。
この田園地帯にある郡は巨大な海岸レッドウッド（セコイア）の木がある森林で著名であり、樹高は107メートル以上に達するものもある。ここには多くの特徴ある植物と花、多くの種類の海岸性鳥と魚が棲息し、人の手が入っていない磯浜と岩柱、原始のままの川および歴史ある灯台が見られる。ビッグフット（巨人伝説）のファンにとっては有名なパターソン・ギムリン動画の場所として、また映画「スター・ウォーズ エピソード6/ジェダイの帰還」で使われた森林がある所としても知られている。

## 歴史
デルノルト郡のある地域には昔からユーロック族（クラマス川インディアン）とトロワ族インディアンが住んでいる。この地域を最初に探検したヨーロッパ人は19世紀半ばの探検家ジェデディア・スミスだった。スミスは、ヨーロッパ系アメリカ人がそのような遠隔の地について知識を得る以前に山越えでこの地域に入った最初の者だった。スミスにとってこの地は文字通り「地の果て」であり、アメリカ大陸が太平洋に接して終わる所だった。1855年、連邦議会はクレセントシティ海岸の満潮時には島になる「バッテリーポイント」に灯台を建てることを承認した。この灯台は現在も歴史史跡として機能している。
デルノルト郡は、カリフォルニア・ゴールドラッシュの後、1857年にクラマス郡の一部から創設された。クラマス郡そのものは1874年に消失した。

## 教育
郡内にはハンボルト郡に本拠を置く2年制カレッジ、レッドウッド・カレッジのサテライトキャンパスがある。
デルノルト郡統一教育学区が郡内12年生までの児童・生徒の公共教育を管轄している。主要な高校はクレセントシティにあるデルノルト高校である。そのマスコットは戦士である。
郡内には幾つかの私立教区学校やチャーター・スクールがある。

## 地理
アメリカ合衆国国勢調査局に拠れば、郡域全面積は1,230平方マイル (3,185.7 km2)であり、このうち陸地は1,008平方マイル (2,610.7 km2)、水域は222平方マイル (575.0 km2)で水域率は18.05%である。

### 森林

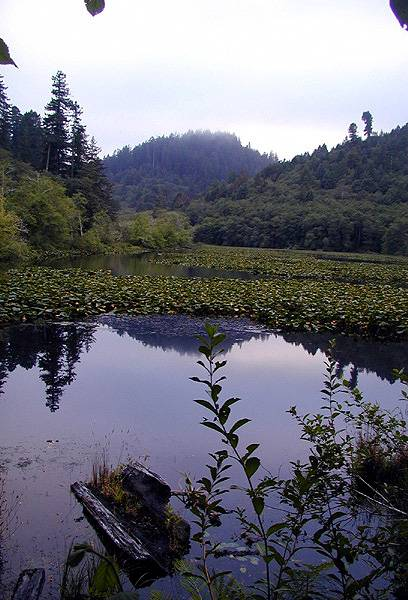
レッドウッド国立州立公園内クラマス川に近いマーシャル池

- シスキュー国立の森（部分）
- シックスリバーズ国立の森（部分）

### 海浜
- ペリカン州立海浜

### レクリエーション地域
- スミス川国立レクリエーション地域

### 川
- クラマス川
- スミス川 - 国定原生景観川プログラムの最も貴重な部分

### 野生生物保護
- キャッスルロック国立野生生物保護

### 公園

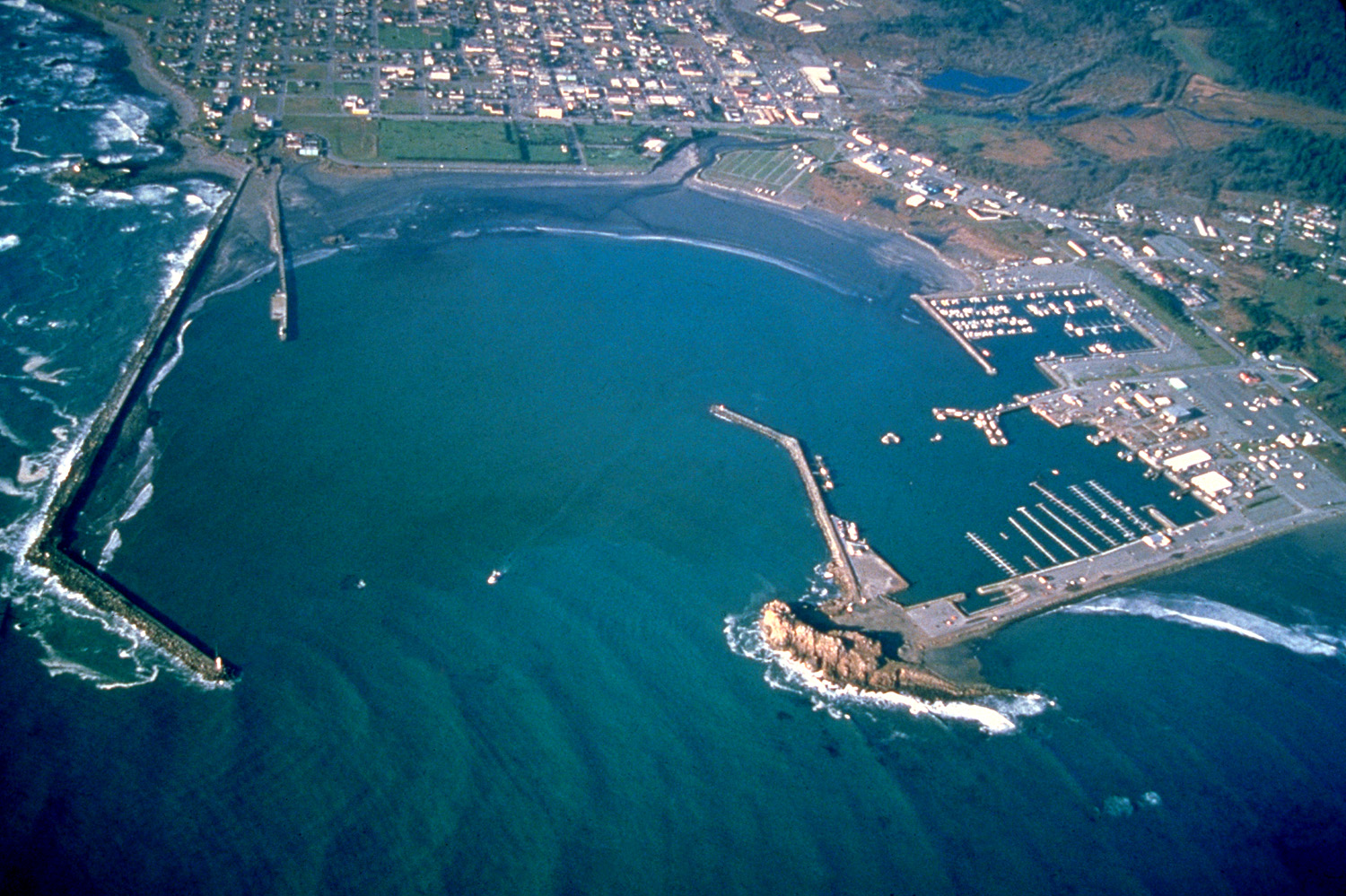
クレセントシティの港

- デルノルト海岸レッドウッズ州立公園
- ジェデディア・スミスレッドウッズ州立公園
- レッドウッド国立州立公園
- トロワ砂丘州立公園
- ルビ・バン・ダベンター郡立公園

### 都市と町
クレセントシティが郡内唯一つの法人化済み都市である。
その他の地域社会としては、クレセントシティ・ノース、フォート・ディック、ガスゲット、ハイウーチ、クラマス、パトリッククリーク、ダグラスパーク、ダーリントニア、およびスミスリバーがある。

### 隣接する郡
- ハンボルト郡 - 南
- シスキュー郡 - 東
- ジョセフィーン郡 (オレゴン州) - 北東
- カリー郡 (オレゴン州) - 北

## 植物相と動物相
郡内には多様な植物相と動物相がある。オークの混合樹林など幾つかのタイプの森林がある。カリフォルニア固有種のブルーオーク、Quercus douglasiiが郡内最北部に自生している。ブラックオークとダグラスファーも郡内で見られる。

## 交通

### 主要高規格道路
- アメリカ国道101号線
- アメリカ国道199号線
- カリフォルニア州道169号線
- カリフォルニア州道197号線

### 公共交通
公共交通はレッドウッド海岸交通が提供しており、アムトラックのバスによって乗客駅に接続している。

### 空港
ジャック・マクナマラ・フィールド空港からスカイウェスト航空の商業便を利用できる。商業便の大半はアーケータ・ユーレカ空港などを経由してサンフランシスコ国際空港に行くことができる。またサクラメントやオレゴン州ポートランドへの接続も可能である。

### 海港
クレセントシティ港は商業漁船の母港であり、サケ、エビ、マグロ、タラ、アメリカイチョウガニ等を水揚げしている。この港には漁業と非漁業関連の事業所があり、港湾事務所もある。またプレジャーボートの係留所もある。

## 政治
デルノルト郡はアメリカ合衆国大統領および連邦議会選挙で共和党の強い地盤である。大統領選挙で民主党が多数を取ったのは1976年のジミー・カーターが最後だった。両党の登録有権者数は拮抗している。2008年5月時点で住民の選挙資格がある者のうち67%が登録し、民主、共和両党の登録支持者数は共に約38%だった。第三の政党支持者は約6%だった。
アメリカ合衆国下院議員の選挙ではカリフォルニア州第1選挙区の一部であり、カリフォルニア州議会下院議員の選挙では、第1選挙区に入っている。カリフォルニア州議会上院議員の選挙では、第4選挙区に入っている。2010年時点でアメリカ合衆国下院議員とカリフォルニア州議会下院議員を民主党議員が、カリフォルニア州議会上院議員を共和党議員が務めている。
2008年の大統領選挙戦で、民主党予備選挙ではヒラリー・クリントンが投票総数の48%を獲得した。共和党の予備選挙ではジョン・マケインが投票総数の40%を得た。

## 人口動態
以下は2000年の国勢調査による人口統計データである。
| 基礎データ - 人口: 27,507人 - 世帯数: 9,170世帯 - 家族数: 6,290家族 - 人口密度: 11人/km2（27人/mi2） - 住居数: 10,434軒 - 住居密度: 4軒/km2（10/mi2） 人種別人口構成 - 白人: 78.86% - アフリカン・アメリカン: 4.30% - ネイティブ・アメリカン: 6.43% - アジア人: 2.32% - 太平洋諸島系: 0.08% - その他の人種: 3.92% - 混血: 4.08% - ヒスパニック・ラテン系: 13.92% - ドイツ系アメリカ人: 16.2% - イングランド系アメリカ人: 11.3% - アイルランド系アメリカ人: 9.1% - 先祖がアメリカ人: 7.4% 主たる言語による人口構成 - 英語: 91.6% - スペイン語: 6.2% | 年齢別人口構成 - 18歳未満: 25.1% - 18-24歳: 8.0% - 25-44歳: 32.2% - 45-64歳: 22.3% - 65歳以上: 12.5% - 年齢の中央値: 36歳 - 性比（女性100人あたり男性の人口） - 総人口: 123.3 - 18歳以上: 130.3 世帯と家族（対世帯数） - 18歳未満の子供がいる: 33.5% - 結婚・同居している夫婦: 50.0% - 未婚・離婚・死別女性が世帯主: 13.6% - 非家族世帯: 31.4% - 単身世帯: 25.3% - 65歳以上の老人1人暮らし: 10.1% - 平均構成人数 - 世帯: 2.58人 - 家族: 3.08人 収入と家計 - 収入の中央値 - 世帯: 29,642米ドル - 家族: 36,056米ドル - 性別 - 男性: 40,072米ドル - 女性: 22,212米ドル - 人口1人あたり収入: 14,573米ドル - 貧困線以下 - 対人口: 20.2% - 対家族数: 16.4% - 18歳未満: 26.7% - 65歳以上: 8.2% |